# ادی تیل
ادی تیل (انگلیسی: Eddy Tiel; ۲۹ دسامبر ۱۹۲۶ – ۲۱ فوریهٔ ۱۹۹۳) بازیکن هاکی روی چمن اهل پادشاهی هلند بود.